# Rita Sacchetto
Rita Sacchetto (15. januar 1880 – 18. januar 1959) var en tysk danserinde, skuespillerinde og manuskriptforfatter.
Den 5. maj 1917 blev hun gift med den polske greve Zamoyski fra Zamość. I 1918 flyttede de fra Berlin tilbage til München. Efter en ulykke sagde hun farvel til sin danse- og sceneoptræden og flyttede med sin mand til Polen. I 1930 flyttede parret til Italien. Hun døde i januar 1959 i Nervi i Genova.

## Danserinde
Hun besluttede sig for at blive danserinde, da hun i 1902 så den amerikanske danserinde Isadora Duncan optræde. Derefter tog hun en danseruddannelse og debuterede på Münchner Künstlerhaus i 1905. Hun blev berømt som en af tidens allerstørste europæiske dansere, og repræsentant for den moderne ekspressionistiske solodans. Til sin optræden brugte hun og kombinerede sarabander, menuetter, gavotter af Johann Sebastian Bach og Jean-Philippe Rameau, ungarske folkedanse, Frédéric Chopins tarantelle, mm.
Galleriet Miethke inviterede hende til Wien, hvor malere som Gustav Klimt, Koloman Moser og Josef Hoffmann lod sig begejstre og inspirere af hendes udtryksfulde dans. I 1908 og 1909 turnerede hun i Syd- og Nordamerika og kom på opfordring af Loïe Fuller til The Metropolitan Opera i New York. Rita Sacchetto var også optaget af kvindesagen og suffragette-bevægelsen, som hun mente det var alle kvindes opgave af fremme. I New York optrådte hun også med en dans hun selv havde koreograferet, som skulle afbilde kvinders frigørelse. I 1910 turnerede hun i Rusland. I Paris dansede hun i kejserinde Eugénies kostumer i den berømte modedesigner Paul Poirets teater.
I 1914 flyttede hun fra München til Berlin, hvor hun oprettede en danseskole i sin villa. Anita Berber og Valeska Gert var hendes mest berømte elever.

## Skuespillerinde
I 1912 slog hun sig sammen med Alexander Sacharoff og indspillede i 1913 sin første[kilde mangler] film: Nordisk Films Ballettens Datter (i tysktalende lande distribueret som Odette). Derefter kom hun til København.[kilde mangler] I perioden 1913-1915 blev hun et af selskabets mest feterede og den højst betalte skuespillerinde (hun fik 16.000 kroner for 6 film – næsten dobbelt så meget som den næstbedst betale skuespillerinde: Clara Wieth). Hun medvirkede i 17 stumfilm og skrev manuskriptet til yderligere en.  Skuespiltalentet kunne det dog være så som så med. Instruktør George Schnéevoigt udtalte:
| „ | Kendte De Rita Sacchetto? - Den fremmede Danserinde, der pludselig dukkede op her i Byen. Hun var skøn som et Paradoks, men ligegyldig som et Gelænder .." | “ |
|   | — Instruktør George Schnéevoigt, Nationaltidende, 27. december 1940                                                                                        |   |

### Filmografi

#### Som skuespillerinde
- Mens Pesten raser (som Alice Warren; instruktør Holger-Madsen, 1913)
- Ballettens Datter (som Odette Blant, danserinde; instruktør Holger-Madsen, 1913)
- Fra Fyrste til Knejpevært (som Fyrstinde Spinarosa; instruktør Holger-Madsen, 1913)
- Den hvide Dame (som Ida Trolle, komtesse; instruktør Holger-Madsen, 1913)
- Uden Fædreland (som Judith, Hirschs datter; instruktør Holger-Madsen, 1914)
- En Død i Skønhed (som Beate; instruktør Robert Dinesen, 1915)
- Naar Hævngløden slukkes (som Hildur v. Thurmer, excellencens datter; instruktør Robert Dinesen, 1915)
- Tempeldanserindens Elskov (som Rondanika, bajadere ved templet; instruktør Holger-Madsen, 1915)
- Trold kan tæmmes (som Alice, fabrikantens datter; instruktør Holger-Madsen, 1915)
- Et Haremsæventyr (som Jessie, millionærdatter; instruktør Holger-Madsen, 1915)
- Et Huskors (som Bodil, Bøghs datter; instruktør Holger-Madsen, 1915)
- Den skønne Evelyn (som Evelyn Milton; instruktør A.W. Sandberg, 1916)
- Fyrstindens Skæbne (som Fyrstinde Bianca à Costi; instruktør George Schnéevoigt, 1916)
- Grevinde Hjerteløs (som Marjanka Hetvery; instruktør Holger-Madsen, 1916)
- Det gaadefulde Væsen (som Kitty, Paul von Grabaus hustru; instruktør Robert Dinesen, Lau Lauritzen Sr., 1916)
- Rovedderkoppen (som Valentine Kempel, kaldet Rovedderkoppen; instruktør August Blom, 1916)
- Die Nixenkönigin (instruktør Louis Neher, 1916; tysk produktion)
- Hvor Sorgerne glemmes (som Cecilie, grevindens ældste datter; instruktør Holger-Madsen, 1917)
- Sabina (instruktør Louis Neher, 1917; tysk produktion)

#### Som manuskriptforfatterinde
- En Død i Skønhed (instruktør Robert Dinesen, 1915)